# 裏封
裏封（うらふう）は、中世に文書の内容を確定させるために裏側にその旨の記載と記載者の署名･署判を施すこと。
ここで、裏封とは「裏を封ずる」、すなわち裏側において表側の内容を固定させるという意味である。

## 解説
例えば、訴訟人（原告）が提出した申状・訴状や訴訟当事者間の和与状、訴訟における判決文書（評定文・裁許状）などの文書の継目などに奉行人が内容を確認し、以後の変改を認めない旨を示すために裏側に署名･署判を施した。
また、申状・訴状を奉行人が受理した場合にその旨を記載して裏封する場合や申状・訴状の内容がそのまま認められる判決が下された際には裏封をして裁許状とともに訴訟人に渡される場合もあった。
特殊な例では、訴訟の当事者である一方が相手が持つ文書を謀書（偽文書）であると主張した場合の裏封である。
これは謀書の作成及び相手側の文書を偽って謀書と主張することは刑事罰の対象となるため、訴訟の終了まで証拠保全を行うために行う措置である。
これに対し、奉行人が実体の権利の変動や前述のように謀書であることが判明したことで表文書の内容の全部あるいは一部の効力が否定・無効になったことを確認した場合には同様に裏側にその旨の記載と記載者の署名･署判を施した。これを「裏を破る」「裏を毀つ（こぼつ）」と称した。